# Хо, Фред
Фред Хо (англ. Fred Ho, кит. трад. 侯 维 翰, при рождении Фред Вэй-хань Хо; 10 август 1957, Пало-Алто, Калифорния, США — 12 апреля 2014, Бруклин, Нью-Йорк, США) — американский джазовый музыкант-мультиинструменталист, баритон-саксофонист, композитор, аранжировщик, писатель, общественный деятель.

## Биография
Фред Вэй-хань Хо родился в Пало-Алто (Калифорния) в 1957 году в семье преподавателя университета, бежавшего в США из Китая в ходе Культурной революции Мао Цзэдуна. Когда Фреду исполнилось шесть лет, его семья переехала в Массачусетс. Завершил курс среднего образования. Некоторое время служил в морской пехоте США, но в 1975 году был уволен после драки с офицером, допустившим расистское высказывание. Поступил в Гарвардский университет, который окончил в 1979 году со степенью бакалавра социологии. В конце 1970-х — начале 1980-х заинтересовался политикой, примкнул к одной из экстремистских групп, вдохновляемой Чёрными пантерами. Вне социальной деятельности увлекался игрой на баритон-саксофоне (начал изучать самостоятельно с 14 лет), принимал участие в организации джазовых фестивалей. В 1982 году основал свою музыкальную группу состоящую из музыкантов — выходцев из Азии и Африки, которая с незначительными изменениями состава существует до настоящего времени. Выступал инициатором создания других джазовых коллективов, включая квартет Brooklyn Sax Quartet, The Green Monster Big Band и Monkey Orchestra. Широкую известность получил за оригинальные интерпретации композиций Билли Холидей «Strange Fruit», Дюка Эллингтона «Caravan».
При том, что его имя часто ассоциировалось с понятием авангардный джаз, сам он всегда выступал против этого определения, и, в первую очередь, против самого слова «джаз». Его Фред Хо считал уничижительной характеристикой этнической музыки Африки и Азии, введённой в речевой оборот «белыми хозяевами» Америки, в то время, как для бо́льшей части населения Земли эта музыка и является собственно музыкой.
Фред Хо занимался литературно-просветительской деятельностью. Под его редакцией было подготовлено несколько книг, отражающих стремление афроамериканцев и американцев азиатского происхождения к достижению не декларируемых, а действительно равных прав с белыми гражданами США.

## Последние годы
В августе 2006 года у Хо был диагностирован рак толстой кишки. После химиотерапии состояние его здоровья улучшилось, но через год была выявлена вторая опухоль. Фред Хо, верный своему мировоззрению и харрактеру, пишет две книги: «Дневники непримиримого бойца с раком: Борьба с раком или Капитализм на клеточном уровне» (англ. Diary of a Radical Cancer Warrior: Fighting Cancer and Capitalism at the Cellular Level, 2011 год), и «Манифест: Измени тело, измени мозги и измени Мир (не теряя почти ничего!)» (англ. Raw Extreme Manifesto: Change Your Body, Change Your Mind and Change the World While Spending Almost Nothing! 2012 год). За них он получил многочисленные гранты, в том числе Национального фонда искусств, Фонда Рокфеллера, и, кроме того, American Book Award, Стипендию Фонда Гуггенхайма и медаль Гарвардского Университета.
Последней работой композитора и исполнителя стал мюзикл, посвящённый боксёру Мохаммеду Али. Слоганом к нему Хо выбрал перефразированный девиз спортсмена: «Порхай как бабочка, жаль как Афро-азиатский шмель». Проект был назван «The Sweet Science Suite: A Scientific Soul Music Honoring of Muhammad Ali» (≈ «Сладкозвучная виртуозная сюита: высококлассная музыка-соул во славу Мохаммеда Али»). Премьера состоялась 11-12 октября 2013 года в Бруклинской Академии музыки.
После 8 лет изнурительной борьбы с болезнью Фред Хо скончался утром 12 апреля 2014 года в своём доме в Бруклине в окружении друзей и близких.

## Дискография
- 1985 год — Tomorrow Is Now! / Soul Note (Italy)
- 1985 год — Bamboo That Snaps Back: A Jazz Odyssey / Finnadar
- 1987 год — We Refuse to Be Used and Abused / Soul Note (Italy)
- 1993 год — The Underground Railroad to My Heart album review / Soul Note (Italy)
- 1996 год — Monkey, Pt. 1 album review / Koch Jazz
- 1997 год — Monkey, Pt. 2 album review / Koch Jazz
- 1997 год — Turn Pain into Power album review / O.O. Discs
- 1998 год — Yes Means Yes, No Means No, Whatever She Wears, Wherever She Goes / Koch
- 1999 год — Warrior Sisters / Koch
- 2001 год — Once Upon a Time in Chinese America album review / Innova
- 2011 год — Year of the Tiger album review / Innova
- 2011 год — Big Red! / Innova
- 2011 год — Snake-Eaters / Big Red Media
- Celestial Green Monster album review Big Red Media / Mutable Music
- Deadly She-Wolf Assassin At Armageddon!/Mommas Song Big Red Media / Innova
- The Sweet Science Suite: A Scientific Soul Music Honoring of Muhammad Ali Big Red Media / Mutable Music